# Tiszaigar
Tiszaigar là một thị trấn thuộc hạt Jász-Nagykun-Szolnok, Hungary. Thị trấn này có diện tích 34,02 km², dân số năm 2010 là 819 người, mật độ 24 người/km².